# Stazione di Fontanefredde
La stazione di Fontanefredde (in tedesco Kaltenbrunn) è stata una stazione ferroviaria posta lungo la ex linea ferroviaria a scartamento ridotto Ora-Predazzo chiusa il 10 gennaio 1963, a servizio del comune di Fontanefredde.

## Strutture e impianti
La stazione era composta da un fabbricato viaggiatori e due binari. A novembre 2015 rimane solo il fabbricato adibito a stazione forestale mentre i due binari sono stati smantellati.